# Vacuüm
Een vacuüm is een ruimte zonder materie en (dus) zonder druk. In het dagelijks taalgebruik hanteert men ook de term luchtledig. In een theoretisch perfect vacuüm bedraagt de druk 0 pascal (Pa).
Het woord vacuüm wordt in twee betekenissen gebruikt:
- In de (theoretische) natuurkunde: een materievrije, maar niet noodzakelijkerwijs veldvrije ruimte.
- In de techniek en de toegepaste wetenschappen: een ruimte met een lagere druk dan de druk van de buitenlucht. Een ander woord is onderdruk, waarvan de waarde zich beweegt tussen 0 en 1 bar.

## Soorten vacuüm
Tussen normale atmosferische druk en de extreem lage drukken die in laboratoria bereikt worden, liggen meer dan 16 grootte-orden. In het laboratorium worden drukken van lager dan 10−16 atmosfeer gerealiseerd. De benamingen voor de verschillende stadia van vacuümdruk zijn:
- ruw vacuüm (RV): tussen  1000 en 1 millibar (mbar)
- matig vacuüm (MV): tussen 1 en 10−3 mbar
- hoog vacuüm (HV): tussen 10−3 en 10−7 mbar
- ultrahoog vacuüm (UHV): lager dan 10−7 mbar (normaal tot 10−14 mbar)

Scheikundigen spreken van een intermediair vacuüm voor een druk tussen 100 en 1 mbar. Ingenieurs vermijden de term vacuüm en spreken van lage druk of negatieve druk. Verschillende soorten vacuüm onderscheiden zich door de waarneembare eigenschappen van de aanwezige gassen en door de gebruikte technieken.

## Enkele eigenschappen van vacuüm
- Elektromagnetische golven (licht, radiogolven, röntgenstraling) verplaatsen zich ongestoord door een vacuüm.
- Geluidstrillingen hebben materie nodig om zich te verplaatsen: geluid verplaatst zich niet door een vacuüm. Dit wordt geïllustreerd door een klassiek experiment met een hard tikkende wekker onder een vacuümklok (een stolp). Als de klok is leeggepompt hoort men de wekker niet meer tikken; laat men de klok weer vollopen met lucht, dan hoort men het tikken weer wel.
- Een vacuüm is een slechte warmtegeleider, waardoor het toepassing heeft als warmte-isolator, bijvoorbeeld in de dubbele wand van een thermosfles. Warmtestraling verplaatst zich wel door een vacuüm, bijvoorbeeld van de zon afkomstige infraroodstraling door de ruimte.
- Een vacuüm heeft invloed op de fase van verschillende stoffen. Bijvoorbeeld het kookpunt van water wordt lager bij toenemend vacuüm: het kookpunt van water daalt bij afnemende luchtdruk.
- Sommige soorten bacteriën, planten, stofmijten kunnen een bepaalde tijd in vacuüm overleven.

### Absoluut vacuüm
Uit de kwantumveldentheorie volgt dat een absoluut vacuüm, in de zin van een ruimte zonder deeltjes, theoretisch niet kan bestaan. Een vacuüm, dat wordt gedefinieerd als de toestand met de laagste energie, bevat een veelheid aan virtuele deeltjes, die onder meer verantwoordelijk zijn voor het casimireffect en het Higgs-veld.

## Aarde
De aardatmosfeer oefent op zeeniveau een druk uit van 1 atmosfeer, 1 bar, of 101.000 Pa (± 101 kPa). 
- De kracht die de atmosfeer op een vacuüm uitoefent werd in 1657 door Otto von Guericke gedemonstreerd met de zogenaamde twee Maagdenburger halve bollen.
- De kracht van luchtdruk kan ook worden geïllustreerd door een groot glas te vullen met water en af te dekken met watervast papier. Als het glas omgedraaid wordt, dan blijft het water in het glas zitten. De reden hiervoor is dat de omgevingslucht het papier en het water tegenhoudt. Indien de omgevingslucht in het glas kan komen door een lek, valt die kracht weg, omdat de druk van binnen het glas dan de omgevingsluchtdruk compenseert.

### Buiten de dampkring
Buiten de aardse dampkring heerst in de ruimte een veel extremer vacuüm, dan ieder vacuüm dat in een laboratorium gerealiseerd kan worden. Wetenschappelijke proeven waarvoor een hoog vacuüm nodig is, worden dan ook aan boord van satellieten uitgevoerd. Voorbij het zonnestelsel (de heliosfeer), in de interstellaire ruimte, heerst een nog vollediger vacuüm. En zelfs dat vacuüm haalt het niet bij het heersende vacuüm in de intergalactische ruimte, tussen de sterrenstelsels.

## Vacuümwaarden
De atmosferische druk bedraagt ongeveer 101,325 kPa of 1 atm.
Onderdruk is een lagere druk dan de atmosferische druk, hieronder een lijstje van zulke lagere drukken (zogenaamde vacuümwaarden):
- stofzuiger = ongeveer 80 kPa of 0,8 bar
- mechanische vacuümpomp = ongeveer 1,35 Pa of 0,01 mbar
- ruimte dicht bij de aarde = ongeveer 135 µPa of 1 nbar
- beste vacuüm in een massaspectrometer = 13 µPa of 0,1 nbar
- druk op de maan = ongeveer 1,3 µPa of 0,01 nbar
- beste vacuüm met een turbopomp = ongeveer 130 nPa of 1 pbar
- interstellaire ruimte = ongeveer 13 nPa of 0,1 pbar
- Laagst haalbaar vacuüm met een titaan-sublimatiepomp = ongeveer 1 nPa, iets minder dan 10 fbar

Opm: De laatste drie waarden hebben een redelijke, maar niet absolute nauwkeurigheid. De laatste waarde is een berekende benadering door andere verschijnselen dan een vacuümmeter verkregen.

## Technisch vacuüm maken
Een perfect vacuüm is alleen theoretisch mogelijk. Een technisch gemaakt vacuüm zal nooit perfect of absoluut zijn.

### Indeling
Vacuüm wordt in vier klassen ingedeeld:
- laag- of grof vacuüm: 105 (atmosferische druk) neerwaarts tot 102 Pa
- midden- of fijn vacuüm: 102 neerwaarts tot 10−1 Pa
- hoogvacuüm: 10−1 neerwaarts tot 10−5 Pa
- ultrahoogvacuüm: minder dan 10−5 Pa

Vacuüm maakt men met vacuümpompen, door een gedeeltelijk vacuüm te creëren met het verplaatsen van lucht. Op aarde is hiervoor een vat nodig. Door lucht uit een afgesloten vat te pompen (het vat vacuüm te maken), vermindert de druk in het vat. Hoe meer lucht uit het vat gepompt wordt, hoe lager de druk. De druk in het vat, die lager is dan buiten het vat, heet een onderdruk. Nadert de druk tot nul dan is er sprake van een maximaal vacuüm of vrijwel luchtledig. De capaciteit van de pomp speelt hierbij een grote rol: de minimaal te behalen einddruk wordt bepaald door het evenwicht tussen wandontgassing en pompcapaciteit.
Water- en andere moleculen die aan de wand hechten, en gassen die in de wand gediffundeerd zijn, zullen vrijkomen. Deze continue gasstroom beïnvloedt de kwaliteit van het vacuüm negatief.

### Geschiedenis van devacuümtechniek
Aristoteles beweerde dat een luchtledig niet kon bestaan omdat het bestaan ervan een logische tegenstrijdigheid zou inhouden (horror vacui). Torricelli weerlegde deze stelling met zijn experimenten met buizen gevuld met kwik. Daarmee begaf Torricelli zich op glad ijs, omdat de kerk in haar dagen iedere afwijking van de norm der Ouden met argusogen bekeek.
Uit het onderzoek van Torricelli bleek inderdaad dat zich in de ruimte boven een kwikkolom geen lucht bevond. Dit heet het vacuüm van Torricelli. Dit is echter geen perfect vacuüm omdat het kwik zelf ook een dampspanning heeft doordat de kwikatomen verdampen. De druk is dus niet volledig nul.

### Toepassingen

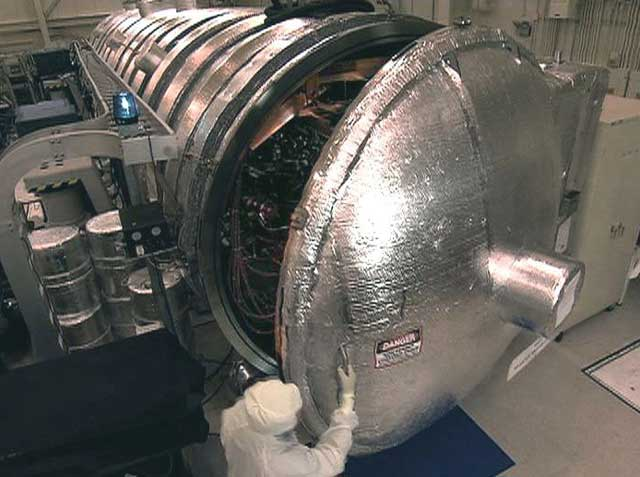
Vacuümvat

- Zuigen (het creëren van onderdruk om een vloeistof of gas aan te trekken):
  - Inademen doen zoogdieren door hun borstholte te vergroten en zo in de longen een onderdruk te creëren ten opzichte van de buitendruk. De lucht stroomt daardoor naar de longen. Uitademen gebeurt door de borstholte kleiner te maken.
  - Drinken door het zuigen aan een speen van een zuigfles, of aan een rietje, of het met een brandslang oppompen van water uit een meer.
  - Stofzuigen: opzuigen van lucht om vuil mee af te voeren.
  - Hevel: zuigwerking door de zwaartekracht.
- Gloeilamp: Dankzij het vacuüm kon Edison in 1879 een gloeilamp maken. Met een vacuümpomp verwijderde hij de lucht (dus ook de zuurstof) uit de glazen ballon. Door het ontbreken van zuurstof verbrandde de gloeidraad niet en kreeg de lamp een langere levensduur. Al heel snel werden de gloeilampen niet meer vacuüm gepompt, maar gevuld met argon (een edelgas), op atmosferische druk. Dat had hetzelfde resultaat (geen zuurstof), maar stelde minder eisen aan de afdichting tussen de lampvoet en de glasballon.
- Elektronenbuis: Door het vacuüm kunnen elektronen zich in de buis vrij bewegen.
- Opdampen van spiegels en lagen silicium bij de halfgeleiderfabricage (chips).
- Versnellen van elektronen: in een vacuüm kunnen elektronen versneld worden tot een bekende snelheid door het aanleggen van een elektrische spanning en met behulp van magnetische velden kunnen zij ook gefocusseerd worden. Zie ook: elektronenmicroscoop en massaspectrometer
- Faseleer
  - Het verlagen van kookpunt (voor destillaties van fracties met hoog kookpunt)
  - Vriesdrogen
- Vacuümverpakking:
  - door vacuümverpakking wordt bederfelijk voedsel langer houdbaar, bijvoorbeeld koffie in vacuüm verpakking
  - door vacuümverpakking nemen samendrukbare stoffen minder plaats in, bijvoorbeeld (dons)dekens
- Vacuümgaren
  - door vacuüm te garen wordt het mogelijk te koken op lagere temperaturen, met behoud van waardevolle voedingsstoffen en smaak (sous-vide koken).
- Vacuümtafel
  - toestel gebruikt onder meer bij de restauratie van schilderijen.
- Vacuüm hijs- en hefgereedschappen
  - Het verplaatsen van materialen zoals sandwichpanelen of glaselementen.
- Vacuümdestillatie voor het winnen van organische verbindingen uit planten.

#### Vrije weglengte
Bij atmosferische druk bewegen de moleculen van een gas dichter bij elkaar dan bij een luchtdruk die het maximale vacuüm benadert. Gasmoleculen bewegen met hoge snelheid en botsen tegen elkaar. Bij verminderde luchtdruk wordt de vrije weglengte, de afstand die een molecuul gemiddeld af kan leggen alvorens een volgende botsing te maken, groter en zullen de moleculen minder vaak botsen.
Het middels een vacuüm vergroten van de vrije weglengte van de moleculen heeft veel toepassingen: computer- en televisiescherm, oscilloscoop, massaspectrometer, elektronenmicroscoop, deeltjesversneller, het opdampen (bijvoorbeeld van een cd), fabricage van geïntegreerde schakelingen, testen van kunstmatige satellieten.